# Canale Marna-Reno
Il Canale Marna-Reno o, per esteso, il Canale dalla Marna al Reno (in francese: Canal de la Marne au Rhin) è un canale artificiale nel nord-est della Francia. Collega il fiume Marna a Vitry-le-François con il fiume Reno a Strasburgo. Combinato con la parte canalizzata della Marna, permette il trasporto tra Parigi e la Francia orientale. L'obiettivo originale del canale era di collegare Parigi e il nord della Francia con l'Alsazia, il Reno e la Germania.
Il canale, lungo 313 km, fu aperto nel 1853. Esso è adatto a piccole barche o chiatte (péniches), dimensioni massime 38,5 m di lunghezza e 5,05 m di larghezza. Ha 154 chiuse, comprese due nel fiume Mosella. Ci sono due gallerie. Il piano inclinato di Saint-Louis-Arzviller è situato tra Arzviller e Saint-Louis e la sua costruzione sostituì circa 17 chiuse.
Il Canale Marna-Reno è collegato con le seguenti vie d'acqua navigabili (da ovest ad ovest):
- Marna a Vitry-le-François
- Mosa/Canal de l'Est a Sorcy vicino a Commercy[1]
- Mosella/Canal de l'Est a Toul[1]
- Mosella a Frouard[1]
- Diramazione di Nancy a Laneuveville-devant-Nancy[1]
- Canal des houillères de la Sarre a Gondrexange[1]
- Ill a Strasburgo[1]
- Reno a Strasburgo

Il suo corso attraversa i seguenti département e città:
- Marna (dipartimento): Vitry-le-François
- Mosa (dipartimento): Bar-le-Duc, Ligny-en-Barrois, Void-Vacon
- Meurthe e Mosella: Toul, Nancy
- Mosella: Gondrexange, Sarrebourg
- Basso Reno: Saverne, Strasburgo

Il libro Voies Navigables France Itinéraires Fluviaux divide il canale in una sezione orientale ed una occidentale. La sezione occidentale va da Vitry-le-François a Toul lungo 131,4 km attraverso 97 chiuse. La sezione orientale va da Frouard a Strasburgo lungo 159 km attraverso 57 chiuse. La sezione di 23,4 km fra Toul e Frouard è chiusa e si usa una sezione canalizzata del fiume Mosella.
Anche un altro libro, Through the French Canals, divide il canale in una sezione orientale e una occidentale, ma con un diverso punto di separazione. La sezione occidentale va da Vitry-le-François a Réchicourt per 222 km attraverso 121 chiuse. La sezione orientale va da Réchicourt a Strasburgo lungo 91 km attraverso 33 chiuse.

## In autostrada
- PK 0 Vitry-le-François
- PK 47 Bar-le-Duc
- PK 62 Ligny-en-Barrois
- PK 86,5 galleria di Mauvages
- PK 111 intersezione con il Canale della Mosa
- PK 130 Toul
- PK 131,5 intersezione con la Mosella
- PK 164 Nancy
- PK 178 Dombasle
- PK 222 Réchicourt
- PK 259 Lutzelbourg
- PK 269 Saverne
- PK 286 Hochfelden
- PK 307 Souffelweyersheim
- PK 313 Strasburgo

## Galleria d'immagini

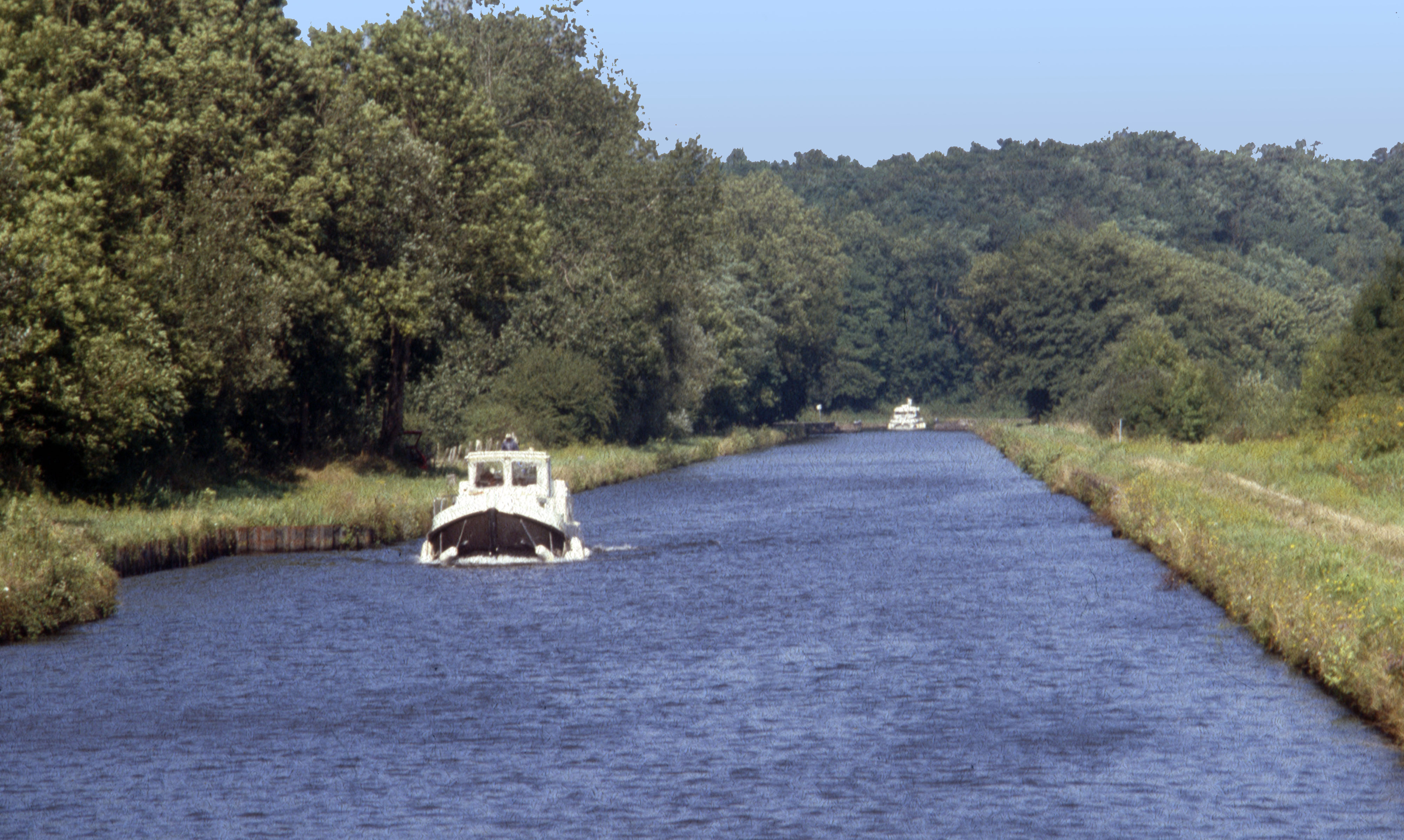
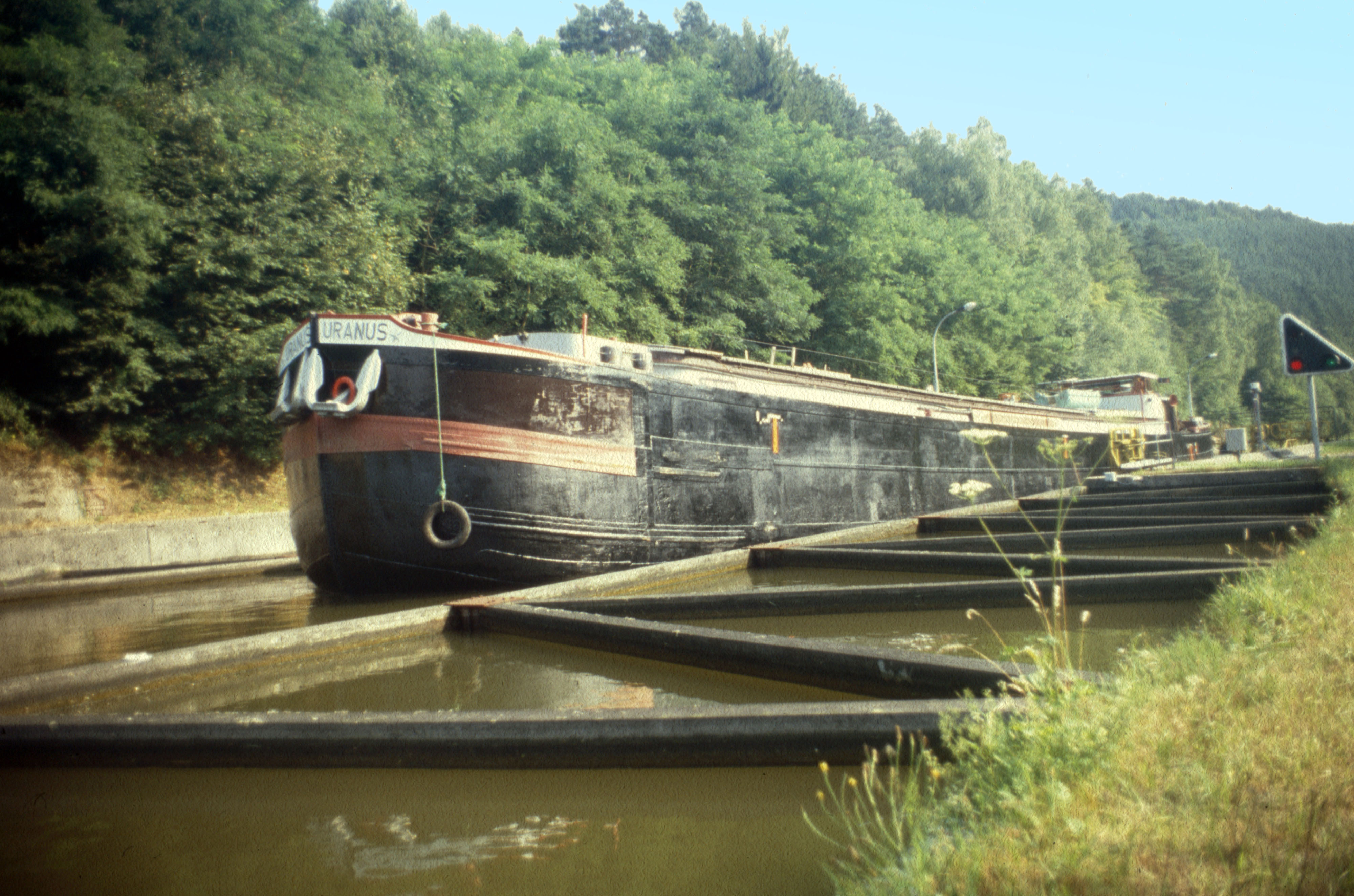
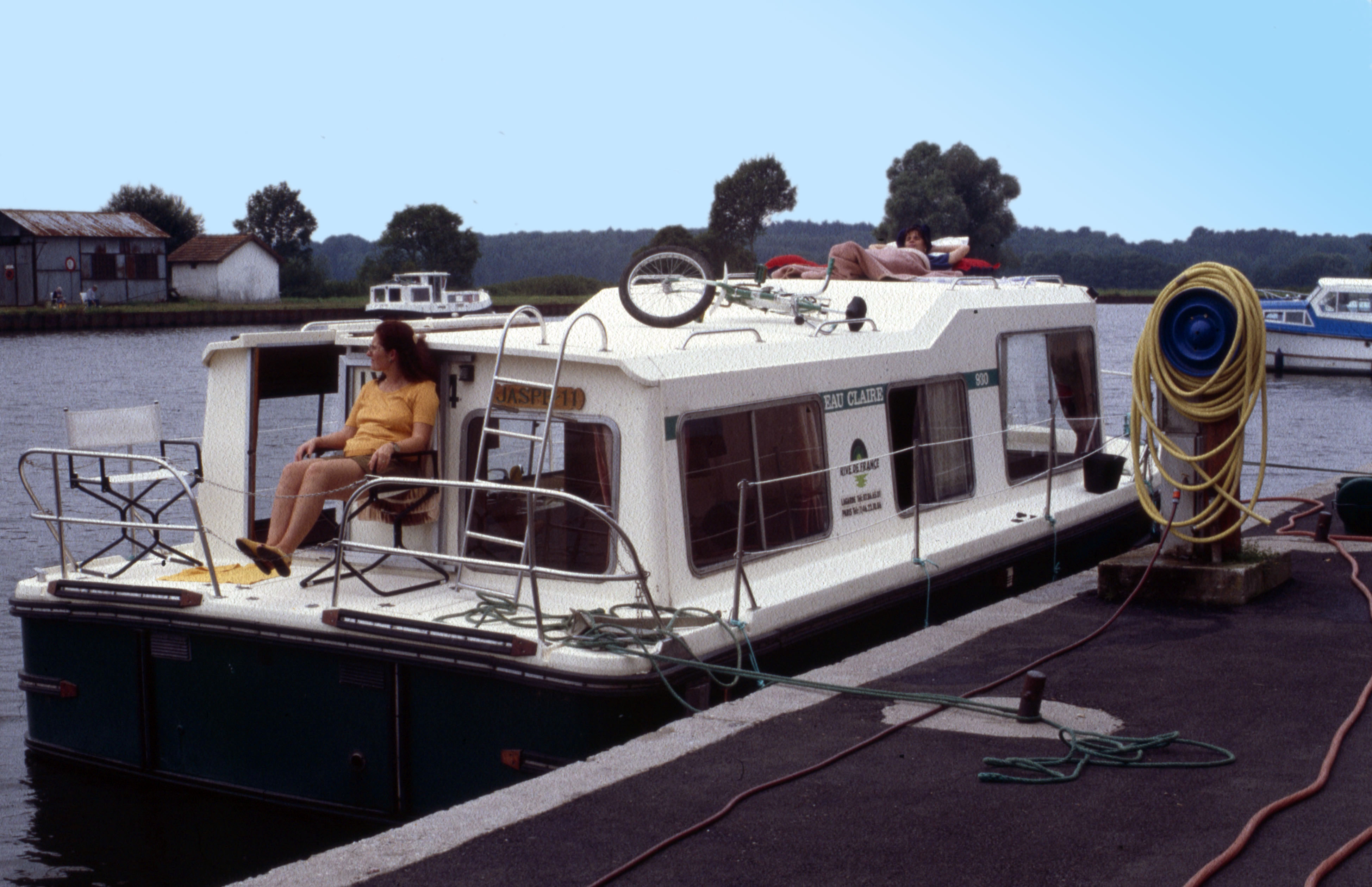
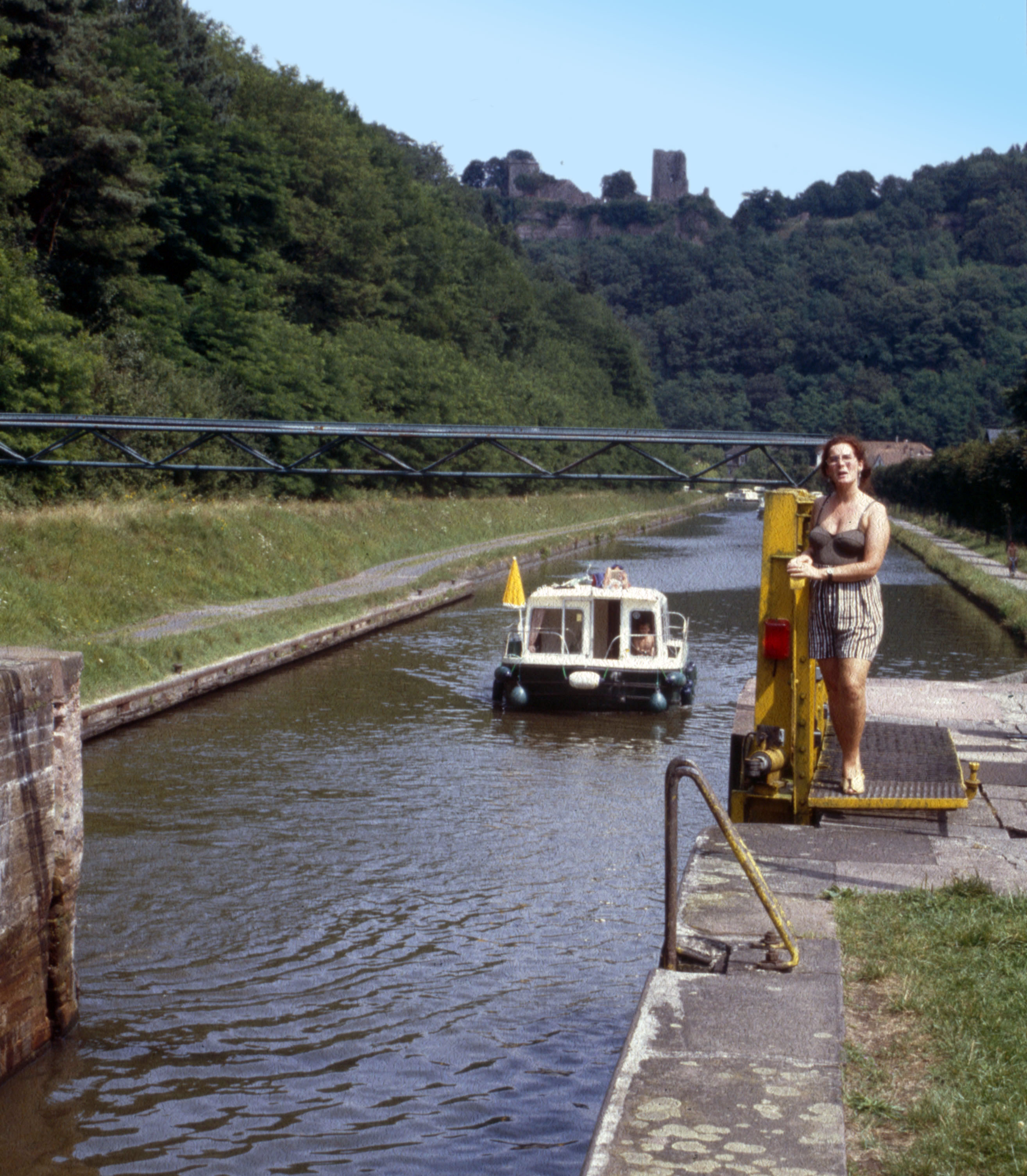
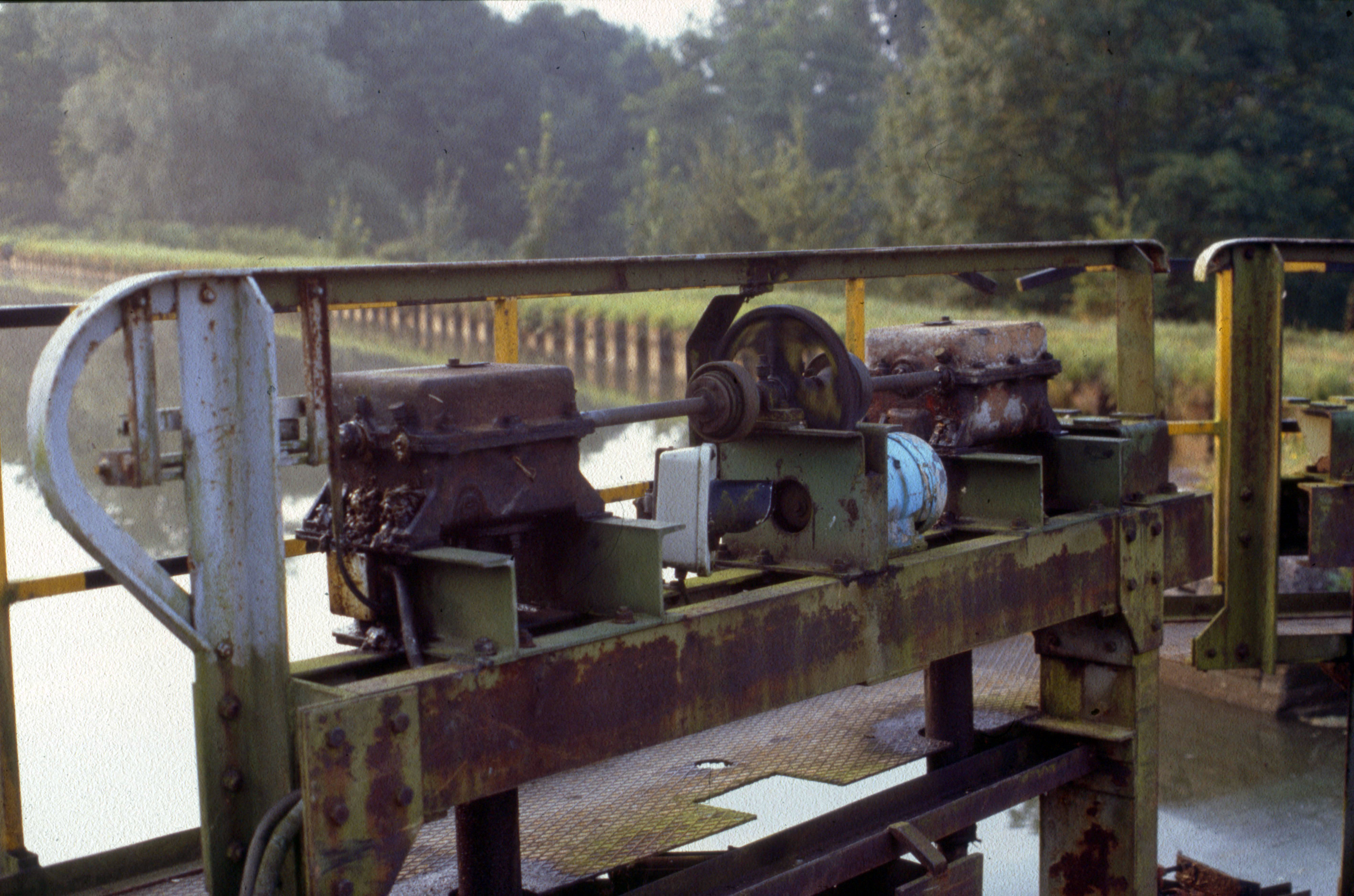
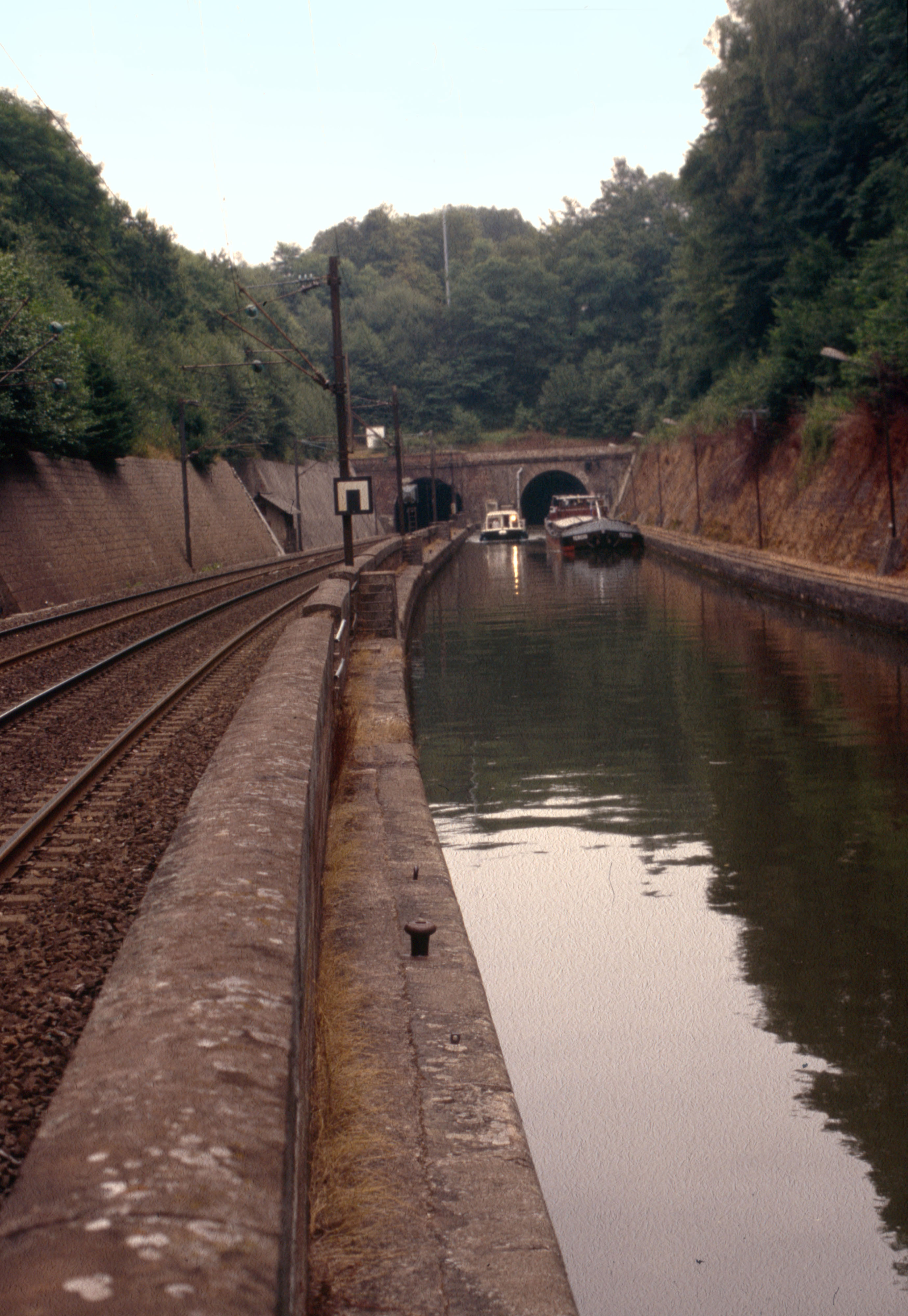
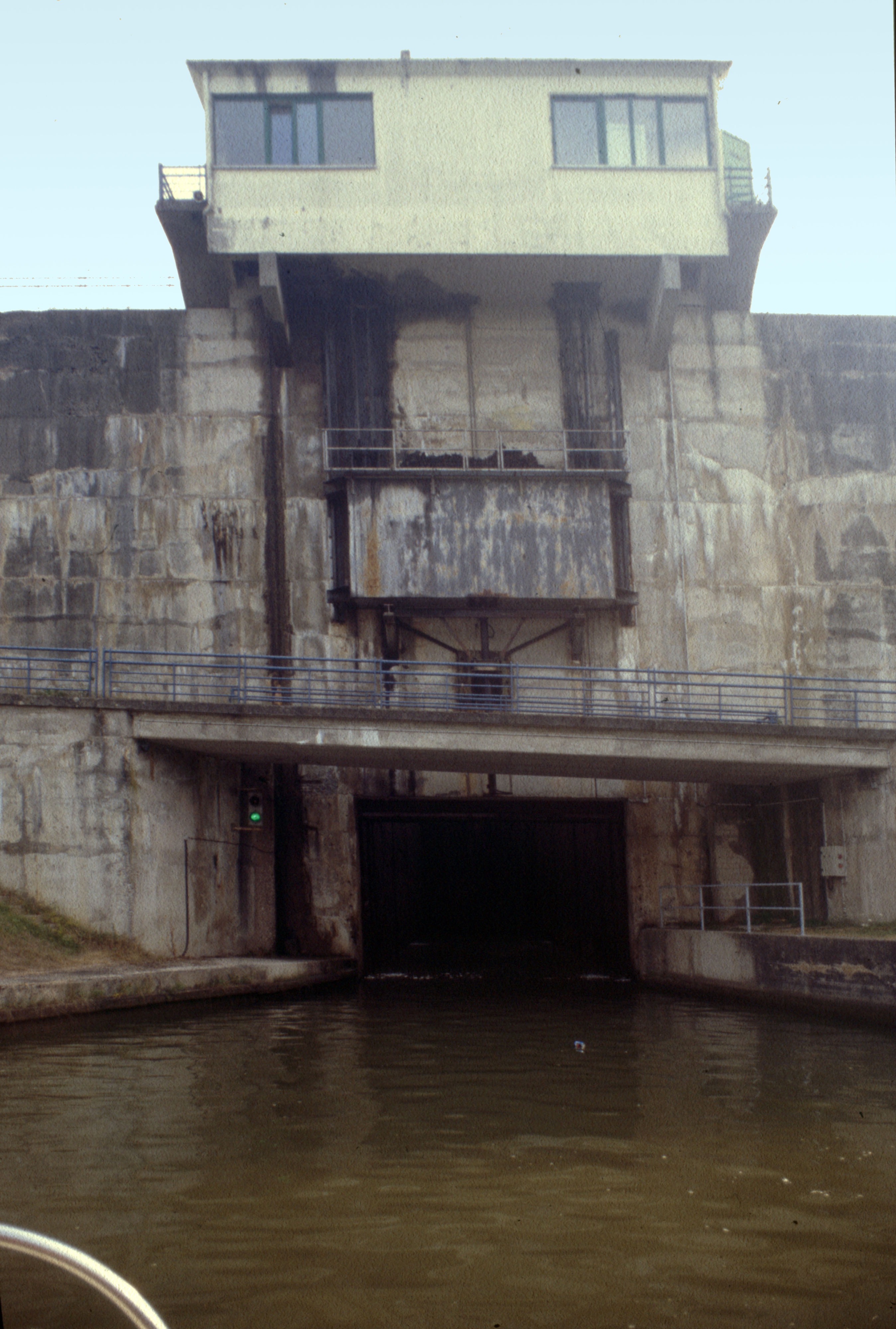
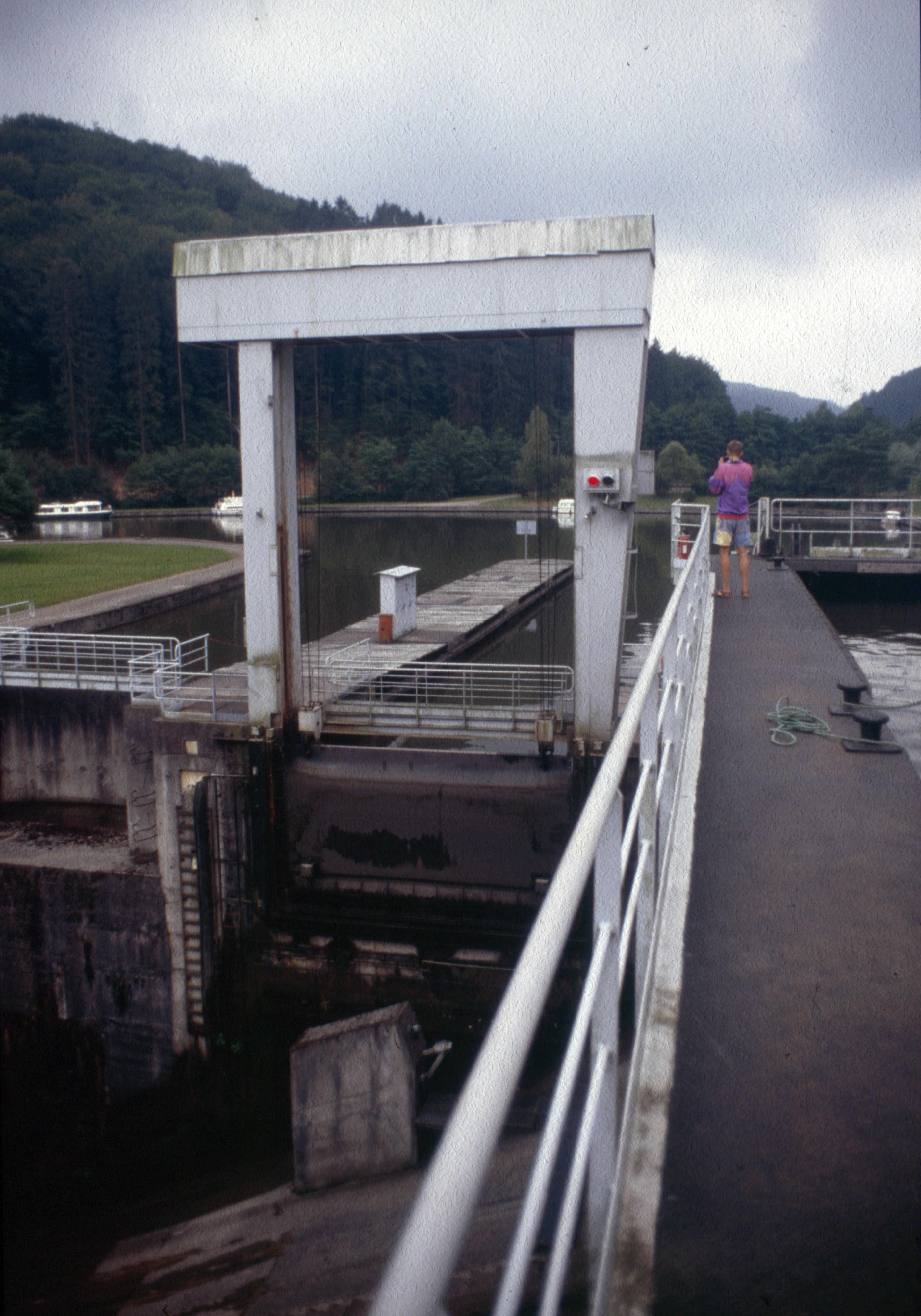
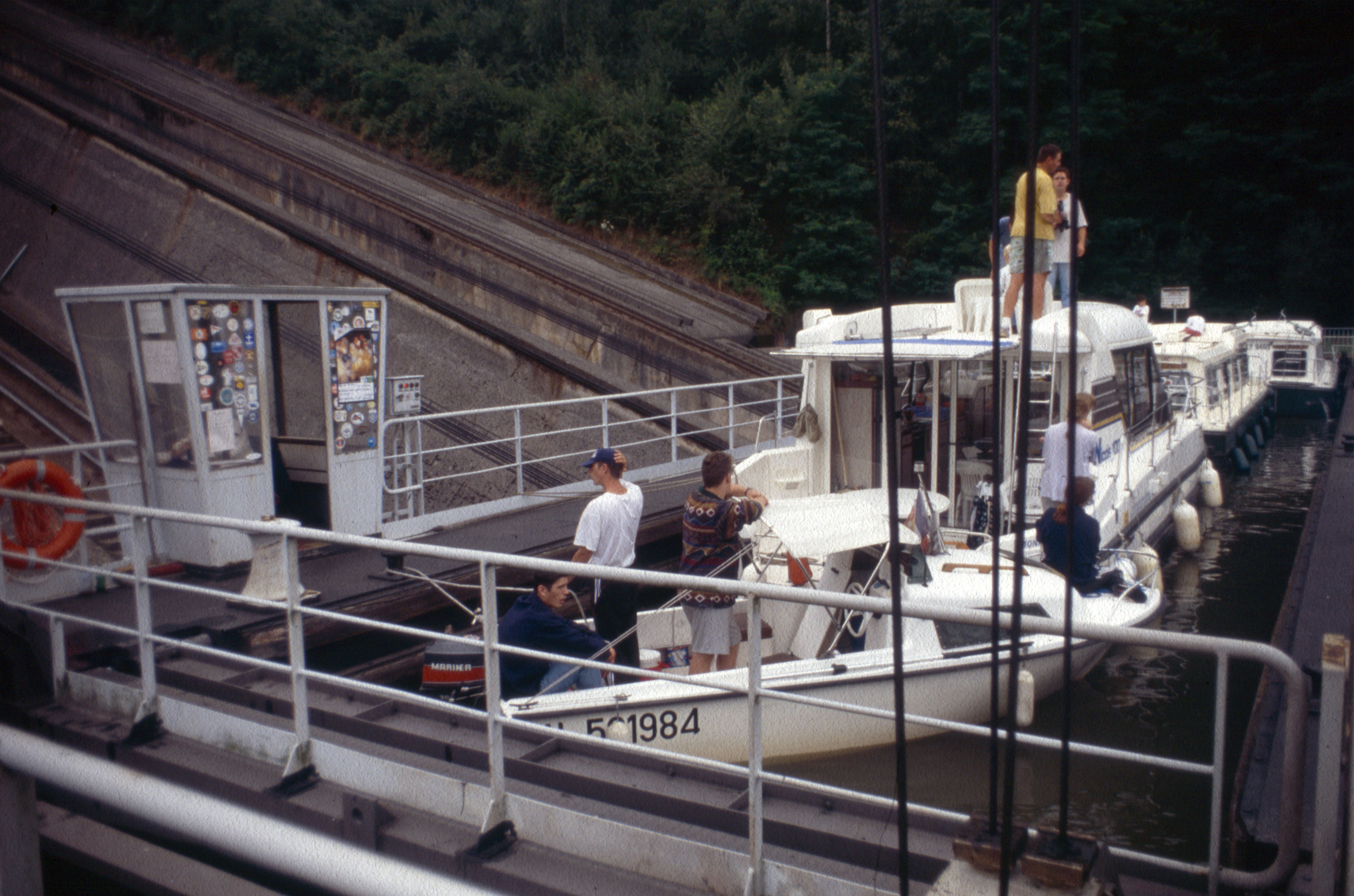